# Гней Домиций Агенобарб (консул 122 года до н. э.)
Гней Доми́ций Агеноба́рб (лат. Gnaeus Domitius Ahenobarbus; умер в 104 году до н. э.) — древнеримский военачальник и политический деятель из плебейского рода Домициев Агенобарбов, консул 122 года до н. э., цензор 115 года до н. э. Вместе с Квинтом Фабием Максимом Аллоброгиком завоевал южную часть Трансальпийской Галлии, позже ставшую провинцией Нарбонская Галлия.

## Происхождение
Гней Домиций принадлежал к плебейскому роду, который позже, во времена Августа, был включён в состав патрициата. Согласно легенде, рассказанной Светонием, первый представитель этого рода однажды встретил «юношей-близнецов божественного вида», которые приказали ему сообщить римлянам о победе, одержанной на войне. «А в доказательство своей божественной силы они коснулись его щёк, и волосы на них из чёрных стали рыжими, медного цвета». Этот Домиций получил прозвище Агенобарб (Ahenobarbus, «рыжебородый»), ставшее когноменом для его потомков. Правнуком родоначальника был Гней Домиций Агенобарб, первым из этой семьи достигнувший консулата (в 192 году до н. э.); сыном последнего был консул-суффект 162 года до н. э., тоже Гней, отец консула 122 года до н. э.

## Биография
Свою карьеру Гней Домиций начал с должности монетария в промежутке между 134 и 129 годами до н. э. Не позже 125 года до н. э., учитывая дату его консулата и требования закона Виллия, Агенобарб должен был получить претуру В 122 году до н. э. он стал консулом вместе с ещё одним плебеем — Гаем Фаннием.
Фанний остался в Риме, тогда как провинцией Гнея Домиция стала Трансальпийская Галлия: он сменил Гая Секстия Кальвина, который к тому моменту уже два года вёл войну в этом регионе. Сохранившиеся источники содержат очень мало информации о деятельности Агенобарба за Альпами и к тому же часто противоречат друг другу. Известно, что ещё в конце 122 года до н. э. Гней Домиций начал войну против галльского племени аллоброгов, которое оказало помощь враждебному Риму царю саллювиев Товтомотулу и напало на эдуев — «друзей и союзников римского народа». У города Виндалий он разбил врага, причём Луций Анней Флор утверждает, что своей победой римляне были обязаны слонам: аллоброги никогда раньше не видели этих животных, а потому в панике обратились в бегство. Некоторые комментаторы полагают, что слонов в римской армии не было, а Флор просто спутал битву при Виндалии с одним из эпизодов Ганнибаловой войны. По данным Орозия, 20 тысяч аллоброгов погибли в этом бою, а ещё 3 тысячи были взяты в плен.
После этой победы против Рима выступило самое могущественное племя Галлии — арверны, которых возглавлял Битуит. Гней Домиций объединил свои силы с одним из новых консулов Квинтом Фабием Максимом и в битве при Изере 8 августа 121 года до н. э. одержал ещё одну победу. В результате южная часть Галлии стала новой провинцией Рима; это завоевание было закреплено строительством Домициевой дороги (Via Domitia) вдоль морского побережья, связавшей Италию с Испанией. При этом Максим, вернувшись в столицу, отпраздновал триумф над аллоброгами, а Агенобарб — над арвернами.
В 115 году до н. э. Гней Домиций достиг вершины своей карьеры: был избран цензором вместе с ещё одним плебеем — Луцием Цецилием Метеллом (или Далматиком, или  Диадематом). По итогам традиционной проверки сената эти цензоры исключили из него 32 человека, включая консуляра Гая Лициния Гету.
Благодаря Светонию известно, что Гней Домиций состоял в жреческой коллегии понтификов. Он умер в 104 году до н. э.

## Потомки
У Гнея Домиция было двое сыновей. Старший получил тот же преномен и был консулом в 96 году до н. э. (его потомком по прямой мужской линии был император Нерон), а младший получил преномен Луций и занимал консульскую должность в 94 году до н. э.